# Trematodon semitortidens
Trematodon semitortidens là một loài rêu trong họ Bruchiaceae. Loài này được Sakurai mô tả khoa học đầu tiên năm 1933.